# Кузнецова, Нинель Фёдоровна
Нине́ль Фёдоровна Кузнецо́ва (9 декабря 1927 года, Ташкент — 27 ноября 2010 года, Москва) — советский и российский учёный-юрист, криминолог, доктор юридических наук, лауреат Государственной премии СССР в области науки (1984), заслуженный деятель науки РСФСР (1988), отличник просвещения СССР[уточнить], заслуженный профессор Московского университета (1995).

## Биография
Н. Ф. Кузнецова родилась в семье военного лётчика. В 1943—1945 годах без отрыва от учёбы в школе служила телеграфисткой в штабе Военно-воздушных сил сначала Средне-Азиатского, а затем — Южно-Уральского военного округа. Эта её работа была отмечена медалью «За победу над Германией в Великой Отечественной войне (1941—1945 гг.)».
В 1945 году с золотой медалью окончила среднюю школу № 12 в городе Чкалов и без экзаменов поступила на юридический факультет МГУ. В 1950 году получила высшее юридическое образование и поступила в аспирантуру. В 1953 году защитила кандидатскую диссертацию по теме «Ответственность за приготовление и покушение на преступление». В 1968 году защитила докторскую диссертацию по теме «Преступление и преступность».

Преподавала с 1953 года. Работала ассистентом, доцентом, профессором, заведующей кафедрой уголовного права и криминологии юридического факультета МГУ им. М. В. Ломоносова. Именно Н. Ф. Кузнецова после 30-летнего периода гонений на эту область исследований, когда криминология была объявлена лженаукой и находилась под запретом, подготовила и возобновила в 1964 году на юридическом факультете курс лекций по криминологии.
В 1984 году в группе из пяти учёных была удостоена Государственной премии СССР за разработку теоретических основ советской криминологии.
C 1985 по 1999 год Н. Ф. Кузнецова возглавляла кафедру уголовного права и криминологии, долгое время являлась членом учёного совета юридического факультета МГУ, нескольких диссертационных советов по защите докторских и кандидатских диссертаций. Внесла значительный вклад в развитие отечественной юридической науки, подготовила 5 докторов и более 30 кандидатов наук.
Принимала непосредственное участие в подготовке уголовного законодательства (Основ уголовного законодательства Союза ССР и союзных республик, Уголовного кодекса РСФСР, ряда законов). В 1990—1996 годах принимала активное участие в осуществлении реформы уголовного законодательства. Будучи членом комиссии Государственной Думы Федерального Собрания Российской Федерации по подготовке проекта нового Уголовного кодекса России, внесла весомый вклад в его разработку в том виде, в каком он был принят в 1996 году. До последнего времени в сферу научных интересов профессора Н. Ф. Кузнецовой входили проблематика Общей части уголовного права, спорные вопросы квалификации преступлений, проблемы международного уголовного права, зарубежное уголовное законодательство.
Автор более 250 научных работ, в числе которых — монографии «Значение преступных последствий» (1958), «Ответственность за приготовление к преступлению и покушение на преступление по советскому уголовному праву» (1958), «Уголовное право и мораль» (1967), «Преступление и преступность» (1969), «Сравнительное криминологическое исследование преступности в г. Москве» (1971), «Современная буржуазная криминология» (1978), «Современное уголовное право ФРГ» (1981), «Проблемы криминологической детерминации» (1984), «Преступление и наказание в Англии, Франции, ФРГ» (1986), «Современное уголовное право США» (1986), «Современное уголовное право Японии» (1986), «Избранные труды» (2003), и др. Соавтор и ответственный редактор многочисленных учебников и курсов по уголовному праву и криминологии, комментариев к уголовному кодексу.
В течение 15 лет избиралась депутатом районного Совета народных депутатов города Москвы и 15 лет — народным заседателем двух районных судов города Москвы.
В 1996 году включена в состав Научно-консультативного совета при Верховном Суде Российской Федерации. Была почётным председателем секции уголовного права и криминологии учебно-методического объединения по юридическому образованию высших учебных заведений России. С 1995 года — заслуженный профессор МГУ.

Ветеран труда, состояла в Совете ветеранов юридического факультета МГУ. Подготовила много поколений российских и зарубежных юристов — специалистов в области уголовного права и криминологии.
27 ноября 2010 года после продолжительной болезни Н. Ф. Кузнецова ушла из жизни в возрасте 82 лет.

Семья:
Муж - Осипенко Валентин Петрович ( 1922-1990) - участник ВОВ, полковник с отставке, кандидат технических наук.
Дочь - Шершова Алла Валентиновна ( 1948-2023) - кандидат филологических наук.
Сын - Осипенко Олег Валентинович ( р. 1957)  - доктор экономических и юридических наук, профессор.
Внучка  -Ильичева Мария Юрьевна ( р. 1970) - частнопрактикующий юрист, автор более 70-ти научно-популярных  книг по вопросам  жилищного, семейного и наследственного права.
Внучка Егорова Ольга Юрьевна ( р. 1980) - химик
Внук Осипенко Кирилл Олегович ( р. 1988)- кандидат юридических наук.
Правнуки: Ильичева Марина Андреевна (р. 1997), Ильичев Александр Андреевич (р. 2006), Егорова Анна ( р. 2011), Егоров Иван ( р. 2013)